# Charkowska Państwowa Biblioteka Naukowa im. W.G. Korolenki
Charkowska Państwowa Biblioteka Naukowa im. W.G. Korolenki (ukr. Харківська державна наукова бібліотека імені В. Г. Короленка) – największa w Charkowie i druga na Ukrainie biblioteka publiczna. 

## Historia
Biblioteka została założona w 1830 jako Charkowska Gubernialna Biblioteka Publiczna. Jej powstanie było możliwe dzięki wsparciu miejscowej szlachty, a zbiory utworzono z darowizn. Od momentu powstania przechodziła liczne zmiany – pracowała z przerwami, zmieniała właścicieli i status. W 1884 została reaktywowana jako Charkowska Biblioteka Publiczna i udostępniona czytelnikom w 1886. 
Główny gmach biblioteki, ukończony w 1901 i zaprojektowany przez architekta Aleksieja Biekietowa, jest przykładem architektury neorenesansowej i posiada status narodowego zabytku architektury i urbanistyki. Kompleks obejmuje również wielopiętrowy magazyn książek, budynek dla czytelników i część administracyjną.
W listopadzie 1922, na mocy Kodeksu Praw o Oświacie Publicznej Ukraińskiej SRR, uzyskała status biblioteki państwowej i została centralnym zbiorem książek miasta Charkowa, przyjmując nazwę Państwowa Biblioteka im. W.G. Korolenki.
W wyniku działań wojennych w czasie inwazji Rosji na Ukrainę w 2022 biblioteka doznała poważnych zniszczeń. Uszkodzeniu uległy dwa księgarnie, główny budynek oraz fortepian, na którym niegdyś grał Siergiej Rachmaninow. Wybite zostały niemal wszystkie okna, uszkodzeniu uległy drzwi wewnętrzne oraz witraże. Choć księgozbiór nie został bezpośrednio zniszczony, istnieje zagrożenie jego uszkodzenia z powodu naruszenia reżimu temperaturowego. Zniszczenie budynku poważnie naruszyło jego integralność strukturalną.

## Struktura i zbiory
Biblioteka dysponuje unikalnym księgozbiorem liczącym ponad siedem milionów jednostek magazynowych w 244 językach świata. Instytucja pełni funkcję międzyregionalnego, uniwersalnego depozytariusza dla instytucji bibliotecznych w obwodach: charkowskim, połtawskim i sumskim.
W strukturze biblioteki funkcjonuje 19 działów oraz 13 czytelni, które łącznie mogą pomieścić ponad 500 użytkowników jednocześnie. Zespół instytucji tworzą m.in. osoby o wysokich kwalifikacjach naukowych, w tym jeden doktor habilitowany i czterech doktorów nauk.
Zgromadzony księgozbiór stanowi integralną część narodowego dziedzictwa kulturowego Ukrainy. Do najstarszych przechowywanych obiektów należy kolekcja ceramicznych stempli tekstowych i figuralnych, pochodzących z fragmentów antycznych greckich amfor i kafli datowanych na IV–II wiek p.n.e.
Zbiór starych druków obejmuje ponad 70 000 jednostek i zawiera:
- rękopisy i dokumenty archiwalne od XIV wieku, w tym zabytki piśmiennictwa staroruskiego i staroukraińskiego,
- inkunabuły, paleotypy, aldyny, elzewiry,
- pierwodruki wschodniosłowiańskie oraz inne starodruki,
- rzadkie i cenne wydania z XIX–XXI wieku, w szczególności periodyki i publikacje seryjne[3].

W zbiorach znajdują się również dzieła z początkowego okresu drukarstwa cywilnego – m.in. wydawnictwa z pierwszej ćwierci XVIII wieku. Prezentowane są także kolekcje arcydzieł krajowej i światowej sztuki książkowej z XIX–XXI wieku, wydania miniaturowe i wielkoformatowe, publikacje kartograficzne, ilustrowane, nutowe oraz książki z ekslibrisami.
Biblioteka gromadzi również zbiory grafiki użytkowej, w tym kolekcję blisko 37 000 artystycznych ekslibrisów. Wybrane dokumenty i kolekcje zostały wpisane do Państwowego Rejestru Narodowej Spuścizny Ukrainy, a archiwalia biblioteki stanowią część Narodowego Zasobu Archiwalnego Ukrainy.
Instytucja aktywnie działa także w przestrzeni wirtualnej – udostępnia katalog online oraz bazy danych zawierające ponad 1,5 miliona dokumentów. Biblioteka umożliwia elektroniczne zamawianie i dostarczanie dokumentów, oferuje wirtualne doradztwo, a także zapewnia dostęp do zasobów z zakresu historii lokalnej. Pełni funkcję ośrodka kształcenia zawodowego dla bibliotekarzy, a także centrum edukacji cyfrowej, komunikacji intelektualnej oraz społeczno-kulturalnego życia Charkowa.